# スリング・ブレイド
『スリング・ブレイド』（Sling Blade）は、1996年制作のアメリカ映画。ビリー・ボブ・ソーントンが一人舞台として制作し、後に短編映画が製作され、さらにこの長編映画が製作された。ソーントンはこの作品でアカデミー脚色賞を受賞した。

## ストーリー
カイザー・ナイフとも言われるスリング・ブレイドで、自分の母親とその愛人を殺害し病院に入れられたカールは、拘束期間が過ぎ退院することになった。
故郷に戻った彼は、フランクという少年と知り合う。フランクと別れ、町を散策した後病院に戻る。院長のウールリッジは、そんな彼を見て知り合いの修理屋を紹介してくれる。町に戻ったカールは、再びフランクと会い、2人でスーパーに行く。カールはそこで店長のヴォーンと、フランクの母親のリンダと会う。フランクから事情を聞いたリンダは、カールが家に泊まることを承諾した。フランクと町を散策し、リンダの愛人であるドイルが粗暴であることやヴォーンがゲイであることを聞く。リンダの家を訪れたカールは、ドイルに会う。ドイルは詩人のモリスたちを招くが、酒に酔った彼はモリスたちを追い出し、リンダに手を上げる。ヴォーンたちは、ドイルを追い出す。次の日、リンダからスーパー店員のメリンダを紹介される。
フランクと散歩に出かけたカールは、両親に弟を捨てさせられたことをフランクに言う。フランクとフットボールをした後、カールは自分の生家に行き、父親と会う。父親に弟を殺した理由を聞き、その後、弟を供養する。次の日、洗礼を受けたカールだったが、ドイルに家を追い出される。カールはリンダやフランクたちに挨拶をしたあと、スリング・ブレイドを持ってリンダの家を訪れる。ドイルに警察の呼び方を聞いた後、彼を殺害し、カールは再び病院に送られることとなった。

## キャスト
| 役名                     | 俳優                     | 日本語吹替 |
| ------------------------ | ------------------------ | ---------- |
| カール・チルダース       | ビリー・ボブ・ソーントン | 山本龍二   |
| フランク・ウィートリー   | ルーカス・ブラック       | 内澤祐豊   |
| リンダ・ウィートリー     | ナタリー・キャナディ     | 宮寺智子   |
| ドイル・ハーグレイヴズ   | ドワイト・ヨアカム       | 手塚秀彰   |
| チャールズ・ブッシュマン | J・T・ウォルシュ         | 佐々木勝彦 |
| カールの父親             | ロバート・デュヴァル     | 中庸助     |
| ヴォーン・カニンガム     | ジョン・リッター         | 福田信昭   |
| ウールリッジ             | ジェームズ・ハンプトン   |            |
| ファーストフード店の店員 | ジム・ジャームッシュ     | 牛山茂     |

- その他の声の吹き替え：佐々木敏／岩田安生／石塚理恵／磯辺万沙子／坂口進也／堀部隆一／大原康裕／北川勝博／児玉孝子／浜野ゆうき

## 登場人物
カール・チルダース
精神病院で長年入院生活を送ってきた中年男性。12歳の頃に殺人を犯して逮捕された後入院し、冒頭で拘束期間が満了になり退院する。退院後は故郷の田舎町であるミルズバーグに戻り、修理屋で働きながらウィートリー家で住まわせてもらう。機械いじりが得意で、子供の頃は草刈り機の修理などをしていた。好物は、マスタード付きのビスケットとファストフード店のフライドポテト。趣味は読書で聖書などを読んでいる。苦手なことは写真を撮られること、誰かにじっと見られることとコーヒー。また、子供が下品な言葉を使うのを嫌い、フランクがそういうことを言った時は優しく諭す。
フランク・ウィートリー
日本で言う小学校低学年ぐらいの男の子。ある日コインランドリーから大量の洗濯物が入った袋を持って帰ろうとした所カールに出会い、運ぶのを手伝ってもらったことで親しくなる。ほどなくしてカールから「殺人を犯したが病気のせいと判断され、精神病院を退院したばかり」との話を聞くが、怖がらずに彼を受け入れる。カールの独特の話し方を気に入っている。父親が死んでから寂しさと共に不幸が続いていると感じている。時々友達とフットボールを楽しんでいる。ドイルのことをかなり嫌っているが、リンダの手前我慢して一緒に食事するなどしている。
リンダ・ウィートリー
スーパーで働きながらフランクと共に質素な生活をしている。自殺で夫を亡くして以来フランクを不憫に思い、息子にとって新しい父親の必要性を感じている。恋人のドイルとは、トラブルを起こす彼と離れたいと思う反面人肌恋しさから踏ん切りがつかずズルズルと付き合っている状態。ある日フランクからカールを紹介され、「一緒に住みたい」と言う息子の頼みを聞いて彼をガレージに住まわせるようになり、同居人として親しくなる。
ドイル・ハーグレイヴズ
リンダの恋人。年齢はカールより数歳下。工務店を経営していて結構稼いでいるが、金銭的に困っているリンダを助けようとしないため彼女からあまり頼りにされていない。リンダの家に時々訪れては食事や会話をしているが、傍若無人に振る舞い彼女やフランクに色々と命令する。カールには“ウスノロ”、ヴォーンには“ホモ”などとそれぞれ面と向かって侮辱する。アマチュアバンドを組んでおり、夜にリンダの家にメンバーを集めて演奏して酒を飲むなどしている。
チャールズ・ブッシュマン
カールと同じ病院に入院する患者。車好きで、マーキュリーなどの色々な車を乗り換えてきた。話好きな性格で、黙って話を聞いてくれるカールに自身とある女性との間に起こった話を聞かせる。
カールの父親
カールが子供の頃は製材所で働いていたが、社長に安月給でこき使われてきた。子供の頃のカールに病気を理由に母屋に来ないよう命じて、家の裏の粗末な小屋で寝起きさせていた。また、未熟児として産まれた次男の遺棄をカールに命じたこともある。現在もミルズバーグにある寂れた家に一人で暮らしており、酒浸りの状態で部屋の掃除もままならない。後日実家に現れたカールと17年ぶりに再会して会話する。
ヴォーン・カニンガム
リンダが働くスーパーの店長。リンダとは旧友でフランクにも好かれており、内心2人のことを家族同然に大切に思っている。カールに出会った当初、“フランク、リンダに近づく怪しい人物”と疑うが、ほどなくして誤解に気づき友人として親しくなる。フランクと同じく、言動が粗野なドイルのことを嫌っている。同性愛者で、噂が広まりやすい田舎町での生活に生きづらさを感じている。実は、子供の頃は家庭環境が悪く父親を嫌っていた過去がある。
ウールリッジ（ジェリー）
州立の精神病院の院長。冒頭で大学新聞のインタビューに来たジャーナリズム専攻の女子学生に、退院間近のカールに会わせて事件を起こした経緯を聞かせてあげる。自宅で妻と娘と暮らしている。カールが退院の翌日に故郷に頼る人がおらず病院に戻ってきたため、ビルの店で仕事と寝場所を確保してもらえるよう頼む。その後、カールから直接最近の様子を聞くためビルの店を訪ねる。
ファーストフード店の店員
カールの出身地である街のハンバーガー屋で働く。病院を退院したばかりのカールが店に訪れ、初めて自身の店で注文をする彼の応対に戸惑う。
ビル・コックス
修理屋を営む。ウールリッジの知人で、彼から過去の事件のことや精神病院の患者だったことを聞いた上でカールを雇う。面倒見のいい性格で、退院後のカールの仕事や生活に助言し温かく見守る。普段の様子からは分からないカールの修理技術の高さに驚き、真面目に働く彼を信頼するようになる。
スクーター
ビルの店の従業員。過去にカールと同じ学校に通っていたらしく子供時代の彼のことをいくらか覚えており、彼と同じく事件の被害男性であるジェシーのことを嫌っていた。勤務態度はやや不真面目で時々勘違いでミスをするため、ビルから注意されている。